# David Cohn
David Cohn (Boston, Massachusetts, 1954) es un crítico de arquitectura estadounidense.

## Biografía
David Nathan Cohn creció en Estados Unidos, donde se tituló en Bachelor in History the Arts and Letters por Yale en 1976. Posteriormente, en 1979, se tituló Masters en Arquitectura por la Universidad de Columbia de Nueva York, donde fue alumno de Kenneth Frampton, quien le introduciría en el mundo de la crítica de arquitectura invitándole a escribir sobre Frank Lloyd Wright para su revista Oppositions.
En el año 1986 se trasladó a Madrid, donde se instalaría hasta día de hoy, y desde donde ha ejercido como crítico de arquitectura para medios tan prestigiosos como Architectural Record, Architectural Review, El Croquis o Arquitectura Viva. A consecuencia de su estancia en España, se ha especializado en el análisis de la arquitectura española, habiendo estudiado la obra de RCR Arquitectes, Carme Pinós, Francisco Mangado, Fernando Menis, Fran Silvestre o Mansilla + Tuñón Arquitectos.
Ha escrito algunos libros centrados en arquitectos españoles, como el publicado en el año 2000 y titulado Young Spanish Architects, y es presidente del patronato de la Fundación Amelia Moreno. 
Su último libro Spain: Modern Architecturs in History, es editado por Reaktion Books (London, 2023).